# La Crescent
La Crescent é uma cidade localizada no estado americano de Minnesota, no Condado de Houston e Condado de Winona.

## Demografia
Segundo o censo americano de 2000, a sua população era de 4923 habitantes.
Em 2006, foi estimada uma população de 5083, um aumento de 160 (3.3%).

## Geografia
De acordo com o United States Census Bureau tem uma área de
8,7 km², dos quais 7,8 km² cobertos por terra e 0,9 km² cobertos por água. La Crescent localiza-se a aproximadamente 207 m acima do nível do mar.

## Localidades na vizinhança
O diagrama seguinte representa as localidades num raio de 12 km ao redor de La Crescent.